# Baureihe E 40
Baureihe E 40 – lokomotywa elektryczna produkowana w latach 1957-1973 dla kolei zachodnioniemieckich. Wyprodukowano 879 lokomotyw. Elektrowozy wyprodukowano do prowadzenia pociągów towarowych na zelektryfikowanych liniach kolejowych. Pierwsze lokomotywa została wyprodukowana w lipcu 1957 roku. Ostatni elektrowóz został wyprodukowany w lipcu 1973 roku. Elektrowozy dodatkowo prowadziły pasażerskie pociągi regionalne na liniach kolejowych we Frankonii. Lokomotywy pomalowano na kolor ciemnozielony. Niektóre elektrowozy oznakowane jako Baureihe 139 wyprodukowane zostały do prowadzenia pociągów towarowych na niemieckich oraz szwajcarskich górskich liniach kolejowych. Lokomotywy elektryczne są wycofane z eksploatacji i zostały zastąpione przez obecnie eksploatowane nowoczesne lokomotywy elektryczne. Jedna lokomotywa w zielonym malowaniu jest zachowana jako czynny eksponat zabytkowy w Koblencji.